# Pico Rama
Pico Rama, nome d'arte di Pier Enrico Ruggeri (Milano, 24 marzo 1990), è un cantante e autore italiano.
È figlio di Enrico Ruggeri.

## Biografia
Fin da piccolo si interessa all'arte: musica, teatro, scrittura.
Alla musica si avvicina studiando canto corale e pianoforte al Conservatorio Giuseppe Verdi di Milano. Da adolescente si avvicina all'hip-hop, stile con cui scrive brani e partecipa a contest ed esibizioni a Milano. 
Parallelamente, con la compagnia teatrale del Centro Teatro Attivo realizza e interpreta alcuni spettacoli. Partecipa a tre edizioni della rassegna Connections Festival al Teatro Litta di Milano, evento organizzato in collaborazione con il Royal National Theatre di Londra.

## Carriera
Nel 2011 pubblica il primo cd, La Danza della Realtà distribuito dalla Universal. Il titolo è tratto dall'omonimo romanzo di Alejandro Jodorowsky.
Dal cd sono stati estratti i singoli "Papa su Facebook", Insegnami L'Amore e Giangi in tuta di Nylon, quest'ultimo con la partecipazione di Le Situazioni Kafkiane e Mangoni di Elio e Le Storie Tese.
Nel 2012 avvia una collaborazione con il rapper Moreno per il singolo Non mi cambieranno mai, 
contenuto nel suo primo cd prodotto da Fabri Fibra.
Alla fine del 2013 pubblica il suo secondo lavoro, Il Secchio e il Mare.
L'artista bulgara Emila Sirakova ne realizza la copertina e il booklet.
Da Il Secchio e il mare sono stati tratti 5 singoli:  Cani bionici con partecipazioni di Dargen D'Amico, Il Secchio e Il Mare, Thor e Fatima, Manitù e Alla Corte del Pazzo. Tutti i video sono stati ideati e realizzati dallo stesso Pico Rama, in collaborazione con Andrea Sanna di Headwood Studio.
Nel 2015 pubblica con Mescal l'album Locura (follia, in spagnolo), prodotto da Marco Zangirolami. I primi due singoli sono Regali del Divino (Merda) e L'idea della mortalità. Il disco include una versione di Dall'altra parte del cancello di Giorgio Gaber e una collaborazione con Yari Power che suona la chitarra e canta in Your Giungle.

### Live
Nel 2013 ha partecipato al Festival teatro canzone Giorgio Gaber dove interpreta il brano La Chiesa si rinnova.
Ha preso parte a più edizioni dei concerti promossi da Stop TB Italia Onlus (articolazione italiana del braccio operativo dell'Organizzazione mondiale della sanità per la lotta alla tubercolosi nel mondo).
Tra le esibizioni live, da segnalare quella al Forum di Assago per l'Hip Hop Tv B-day party e quella al programma televisivo Roxy Bar.

## Discografia

### Album
- 2011 – La Danza della Realtà
- 2013 – Il Secchio e il mare
- 2015 – Locura

## Televisione
Pico Rama, in coppia con Yari Carrisi (figlio di Albano Carrisi) ha partecipato all'edizione 2015 di Pechino Express.